# Longitarsus flavicornis
Longitarsus flavicornis är en skalbaggsart som först beskrevs av Stephens 1831.  Longitarsus flavicornis ingår i släktet Longitarsus och familjen bladbaggar. Inga underarter finns listade i Catalogue of Life.